# Albertina Berkenbrocková
Blahoslavená Albertina Berkenbrocková (11. dubna 1919 São Luís, Imaruí, Santa Catarina, Brazílie - 15. června 1931 tamtéž) je brazilská mučednice čistoty. Papež Benedikt XVI. ji v roce 2006 prohlásil za ctihodnou, v roce 2007 ji pak blahořečil. Katolická církev slaví její památku ve výroční den její smrti, tj. 15. června.

## Život
Albertina Berkenbrocková se narodila v brazilské osadě São Luís (Imaruí) (diecéze Tubarão) v rodině farmáře. 11. dubna 1919, pokřtěna byla 15. června téhož roku. Rodina byla velmi zbožná a Albertina si k víře vypěstovala silný vztah. K prvnímu svatému přijímání přistoupila 16. srpna 1928.

## Smrt
Když jí bylo 12 let, napadl ji jeden z otcových zaměstnanců a pokusil se ji znásilnit. Dívka se zuřivě bránila a když útočník seznal, že asi neuspěje a že ho nejspíše poznala, vytáhl nůž a ubodal ji k smrti.

## Posmrtná úcta
Papež Benedikt XVI. ji 16. prosince 2006 prohlásil za ctihodnou, blahořečení se odehrálo 20. října 2007.